# Plethodon asupak
Plethodon asupak е вид земноводно от семейство Plethodontidae. Видът е световно застрашен, със статут Уязвим.

## Разпространение
Разпространен е в Калифорния, САЩ.